# 罰三
罰三，又名天秤座49，BD-16 4196，HD 143333、SAO 159625、HR 5954，是天秤座的一颗恒星，视星等为5.47，位于銀經354.92，銀緯26.72，其B2000.0坐标为赤經16h 0m 19.6s，赤緯-16° 32′ 0″。